# Molinska gården, Tammerfors
Moliniska gården kallades en grupp trähus i ett helt kvarter mittemot Sandbergska gården, på norra sidan av Centraltorget i Tammerfors. Husen byggdes 1875 av apotekaren Karl Molin och här fanns apotek fram till 1908, då det flyttades till Commercehuset. Förutom apoteket inrymde byggnaden vid olika tidpunkter en ölbutik, en Wirtas spinnerifabriksbutik och en skräddeributik. År 1913 köpte Tammerfors stad Moliniska gården med tomt för att inrymma senare stadens handelskammare och andra kontor.
Gården revs på 1960-talet för att bredda Centraltorget till Satakundagatan. I dag finns en parkeringsplats på platsen.